# Mark Wotte
Mark Wotte, né le 16 décembre 1960 à Enschede, est un ancien footballeur néerlandais devenu entraîneur.
En juillet 2017, il remporte les Jeux de la Francophonie avec le Maroc -20 ans après une victoire face à la Côte d'Ivoire.

## Biographie

### Joueur
Il dispute quatre matchs en Eredivisie avec l'équipe du Feyenoord Rotterdam lors de la saison 1981-1982.
Il reçoit par ailleurs cinq sélections avec l'équipe des Pays-Bas des moins de 17 ans.

### Entraîneur
Il entraîne plusieurs clubs aux Pays-Bas, principalement le FC Utrecht et le Willem II Tilburg.
Il travaille également en Égypte, au Bahreïn, en Angleterre, en Roumanie et au Maroc.
En mars 2019, après une non participation à la CAN 2019 des U23 et les Jeux Olympiques 2020, il est limogé par la FRMF.

## Palmarès
- Vainqueur des Jeux de la Francophonie en 2017 avec le Maroc -20 ans